# Unintended
Unintended (укр. непередбачена)— сингл британського альтернативного рок-гурту Muse з їхнього дебютного альбому Showbiz . Є останнім і самим успішним синглом альбому, бо посіла 20 місце у UK Singles Chart.
На пісню зняли кліп і зробили ремікс, який, щоправда, так і не вийшов.
Також з'являлася на Muscle Museum EP, Hullabaloo DVD.
Виконувалася на концертах в 1999-2001 роках.

## Історія
Пісня народилася прямо в Sawmills Studio після телефонної розмови Метью з дівчиною, з якою у нього тоді були відносини (Таня Ендрю).
Метт прокоментував це так:
|  | Ми її і назвали Unintended, бо вона прийшла ніби з нізвідки... Всі ті почуття до тої дівчини. Оригінальний текст (англ.) We called it "Unintended" because it came out from nowhere... All of these feelings for this girl. |

Продюсер Пол Рів згадує, як вмовляв Белламі записати цю композицію, бо для нього вона була «дійсно прекрасною поп-піснею», в той час, як Метт вважав себе сильно дорослим для таких пісень.
Звукорежисер Джон Лекі погодився нічого не змінювати у легкій версії Пола Ріваб додавши посилення і змікшувавши її.
За словами Белламі, вони не могли виконувати її наживо під час концертів 1998 році, тому що у них не було клавішника. Журналіст Нік Мур (англ. Nik Moore), писавши відгук про їх виступ у лондонському клубі Astoria 2 (тодішньому LA2), згадував, що питав це у Белламі і він уточнив, що їм потрібен клавішник, а брати когось в гурт вони не хочуть.
Але у 1999-му створили «електричну версію» для живих виступів.
2 липня 2017 року, Метью Белламі у Лондоні застав вуличного музиканта (англ. Diego Martini), який грав Unintended. Белламі дуже сподобалось його виконання, тому розповів про нього фанам у своєму Instagram. А у наступному інтерв'ю на радіо Absolute він додав, що вважає цю пісню самою романтичною із всіх, що він коли не будь писав.

## Відеокліп
Режисером кліпу став Говард Грінхалх (англ. Howard Greenhalgh). Відео зображує гурт і акторів, які ніяк не взаємодіють між собою. Акторів показують з ефектом змішування, яке досягається за технологією розчеплення зображення. Загалом, гурт залишився незадоволений цією роботою і Домінік прокоментував це так:
|  | Відео до Unintended — це була спроба зробити щось відповідне музиці, але по суті в відео нічого не відбувається. Але ви ж знаєте, там нічого не відбувається, вірно? Оригінальний текст (англ.) “The 'Unintended' video was trying to do something that just fitted with the pace of the music. But, you know... nothing happens, does it? |

## Список пісень
| 7 " 1. «Unintended» — 4:00 2. «Sober (live at Paradiso, Amsterdam)» — 4:07 CD 1 1. «Unintended» — 4:00 2. «Recess» — 3:35 3. «Falling Down (acoustic Ouï FM)» — 5:10 4. «Unintended (Enhanced Video)» — 4:00 |  | Компакт-касета 1. «Unintended» — 4:02 2. «Sober (live at Paradiso, Amsterdam)» — 3:37 CD 2 1. «Unintended» — 4:00 2. «Nishe» — 2:42 3. «Hate This & I'll Love You (live acoustic version)» — 5:00 |  | CD 1. «Unintended» — 4:00 2. «Recess» — 3:35 3. «Nishe» — 2:42 CD (Бенілюкс — Бельгія, Нідерланди, Люксембург) 1. «Unintended» — 4:00 2. «Recess» — 3:35 3. «Falling Down (acoustic Ouï FM)» — 5:10 4. «Sober (live at Paradiso, Amsterdam)» — 4:07 |

## Учасники запису
- Метью Белламі — вокал, гітара, продюсування
- Кріс Волстенголм — бас-гітара, бек-вокал, продюсування
- Домінік Говард — ударні, продюсування
- Пол Рів — бек-вокал, продюсування

## Історія випуску
| Регіон          | Дата          | Лейбл             | Формат | Каталог              |
| --------------- | ------------- | ----------------- | ------ | -------------------- |
| Велика Британія | 5 червня 2000 | Mushroom/Taste    | 7"     | MUSH72S              |
| Велика Британія | 5 червня 2000 | Mushroom/Taste    | 2CD    | MUSH72CDS/MUSH72CDSX |
| Велика Британія | 5 червня 2000 | Mushroom/Taste    | CS     | MUSH72MCS            |
| Велика Британія | 5 червня 2000 | Mushroom/Taste    | CD     | MUSE 8               |
| Велика Британія | 5 червня 2000 | Taste Media       | CD     | TMCDS5001            |
| Бенілюкс        | 5 червня 2000 | Play It Again Sam | CD     | 481.2004.22          |

### Книги
- Beaumont, Mark (2008). Out of This World: The Story of Muse. Лондон: Omnibus Press. ISBN 978-1-84772-377-2.
- Myers, Ben (2007). Muse - Inside The Muscle Museum. Лондон: Independent Music Press. ISBN 978-0-9552822-5-6.